# Зак Макгро
Зак Макгро (англ. Zac McGraw, нар. 8 червня 1997, Торренс) — канадський футболіст, захисник американського клубу Major League Soccer «Портленд Тімберз» та національної збірної Канади.

## Клубна кар'єра
Зак Макгро народився 1997 року в місті Торренс у Каліфорнії. Розпочав грати у футбол в юнацькій команді клубу «Голден Стейт Форс», пізніше під час навчання грав у команді військової академії «Армі Блек Найтс».
З 2020 року Макгро грає за команду Major League Soccer «Портленд Тімберз», від цього часу зіграв у лізі за основний склад клубу 78 матчів.

## Виступи за збірну
Зак Макгро є сином американця і канадки та має як громадянство США, так і громадянство Канади. У 2023 році футболіста включили до складу національної збірної Канади на розіграш Золотого кубка КОНКАКАФ 2023 року, на якому він і дебютував у складі канадської збірної. Станом на початок 2025 року зіграв у складі збірної 4 матчі, в яких забитими голами не відзначився.